# ورنر اشوار
ورنر اشوار (انگلیسی: Werner Eschauer؛ زادهٔ ۲۶ آوریل ۱۹۷۴) یک تنیس‌باز اهل اتریش است.